# Franz Pfeiffer
Franz Heinz Pfeiffer Richter (Temuco, 1937-octubre de 1997) fue un político y profesor chileno de ascendencia alemana, fundador y líder del Partido Nacional Socialista Obrero de Chile (PNSO), cuya intención fue refundar el nacionalsocialismo en Chile que se había desintegrado en el falangismo chileno y el agrario-laborismo.
En sus años de activismo político lideró el organismo del Ku Klux Klan dispuesto para Chile, realizó atentados contra sinagogas y estableció redes de contacto con la Triple A peronista y otros grupos fascistas italianos, españoles y norteamericanos.
El partido de Pfeiffer sería ilegalizado con menos de un año de vida a fines de 1964 y Pfeiffer encarcelado por ataques contra judíos. Su activismo ha sido descrito como "el caso más apropiado de un origen orgánico, militante y organizado, de explícito y directo neonazismo". Esta corriente dentro del nazismo y fascismo en Chile perdería fuerza en los ochenta, retomando algo de vida con el regreso de Miguel Serrano al país.

## Biografía

### Primeros años, familia y estudios
Nacido en Temuco, fue el mayor de los tres hijos del matrimonio formado por Heinz Pfeiffer, un colono alemán nacido en Apolda y radicado en Valdivia y Carlota Richter, chilena de origen alemán. Su padre ingresó al Partido Nacionalsocialista Obrero Alemán el 1 de agosto de 1935 a través del NSDAP/AO, organización que reclutaba alemanes étnicos (o en jerga nazi, "alemanes puros") alrededor del mundo. El NSDAP/AO Chileno fue contemporáneo del Movimiento Nacional-Socialista de Chile (MNS), sin embargo, el primero era una expresión más propiamente alemana y abiertamente racista y nordicista, en donde no se permitía el ingreso de chilenos sin sangre alemana pura. Sus hermanos menores, Arturo y Alfredo, destacaron también en el rubro político, Alfredo fue ministro de la Corte de Apelaciones de Santiago y Arturo militante del Partido Socialista (PS).
Realizó sus estudios primarios en el Colegio Alemán de Santiago. Fue expulsado del colegio en 1954 y terminó sus estudios en el Liceo nocturno Manuel Bulnes. Durante el día estudiaba inglés, alemán, italiano, ruso, portugués y árabe.

### Adolescencia e ingreso al MRNS
Según su testimonio, durante sus años en el Colegio Alemán conoció a un profesor que había sido parte de la Schutzstaffel (SS), de quien habría heredado una buena dosis de antisemitismo; Pfeiffer también atribuye su temprano interés por el fascismo a su amistad con un inmigrante ruso que era admirador de Adolf Hitler. En el Liceo Manuel Bulnes leyó por primera vez un boletín de Bandera Negra (el órgano difusor del recién formado Movimiento Revolucionario Nacional Sindicalista), cuya línea seguiría la que ya había trazado el antiguo Movimiento Nacional-Socialista de Chile.
Ingresa juntos a algunos amigos al mencionado MRNS, instancia en que son recibidos por el líder del partido, Ramón Callis. Siendo militantes realizaron actividades de propaganda  como vender y producir revistas. Paralelamente recibe instrucción paramilitar con un detective de apellido Campellay y un exoficial del ejército de apellido Schuster. Además, entabla amistad con el militante Rafael González, quien poseía material relativo a Hitler y reliquias de los mártires del Seguro Obrero.
En esta época, Pfeiffer comienza a mostrar sus primeras discrepancias con el nacismo chileno (en particular sobre la figura de Jorge González von Marées, a quien veía como un "nazi del estilo Hollywood" y "traidor") y el nacionalismo en general, tomando posturas más radicales.

### Activismo neonazi

#### Grupo 88
En el año 1954 Pfeiffer, comienza su vida política en el Movimiento Revolucionario Nacional Sindicalista (MRNS) de Ramón Callis —que era un grupúsculo nacionalista marcado por las ideas de la Falange Española de José Antonio Primo de Rivera y Ramiro Ledesma— cuando tenía 17 años, aunque sería expulsado del partido por el incidente de 1957, y posteriormente este lo describiría como grupo de "trotskistas y fascistas que no saben nada del nacional socialismo". Después formar parte del Movimiento de Unidad Nacionalista (MUN), en donde conoce a figuras como Jorge Prat, Sergio Onofre Jarpa y Jorge Ehlers. Termina separándose de este y forma su propia organización: el Grupo 88. Este grupo es fundado en 1954 y su principal actividad fue distribuir propaganda neonazis del extranjero.

#### Ku Klux Klan en Chile (1958-1961)
En el año 1960, Franz Pfeiffer Richter fue nombrado representante del Ku Klux Klan (KKK) en Chile (cuya estructura sería una continuación del Grupo 88) Horace Sherman Miller, jefe de los Caballeros Arios del Ku Klux Klan en EE. UU. de la época, lo había invitado a fundar una sede en Chile. Pfeiffer ostentó el cargo de "Gran Mago" en la agrupación por corto tiempo, hecho que sin embargo (y debido a los feroces crímenes que el Klan cometía en Estados Unidos) causó bastante impacto. Salvador Allende, quien en ese entonces era senador, habló contra ellos en el parlamento para que exigir su desintegración. Para el historiador Erwin Robertson, esto fue una mera formalidad y la injerencia del Klan en el contexto nacional habría sido inexistente.
En 1958, 4 de sus miembros fueron arrestados luego de una demanda por parte de la comunidad judía que decía que tenían un plan para bombardear una sinagoga en Santiago, y extorsionar con destruir sus negocios a varios empresarios judíos con el fin de que enviaran dinero a Horace Sherman, diciendo que realizaron ese hecho por desesperación.  En la misma época, otras tres sinagogas fueron atacadas.
El Klan chileno se desintegró en 1961. Ese mismo año un nuevo y pequeño núcleo de inclinaciones nazis (integrado por Flavio Anziani, César Bascurt, Marcel Malthess y el propio Pfeiffer) creó el Partido Nacionalsocialista Obrero de Chileno (PNSO).

#### Partido Nacional Socialista Obrero de Chile (1962-1970)
En 1962, se formó la Unión Mundial de Nacional Socialistas (WUNS), liderada por George Lincoln Rockwell. Ese mismo año, Franz Pfeiffer se convirtió en el representante de la WUNS en Chile y fundó el Partido Nacional Socialista Obrero de Chile, adoptando estrictamente la ideología y estética del nazismo alemán. Rockwell se impresionó favorablemente con Pfeiffer debido a su lealtad hacia los nazis exiliados en Chile, quienes estaban en proceso de extradición por crímenes de guerra. Rockwell sugirió a Colin Jordan que Pfeiffer se convirtiera en el líder de la WUNS en Latinoamérica.
Ese mismo año, la casa central del partido fue allanada y la organización disuelta. Tras la fundación del partido, comenzó a circular su revista Cruz Gamada, financiada gracias al aporte de instituciones árabes y con un contenido considerado "antisemita".
Según el propio Pfeiffer, mantuvo correspondencia con el primer ministro de Vietnam del Sur, Nguyễn Cao Kỳ, a quien consideraba un verdadero nacional socialista. Debido a esta afinidad ideológica, Pfeiffer propuso enviar un grupo de voluntarios chilenos a Vietnam. Sin embargo, Nguyễn Cao Kỳ rechazó la oferta, argumentando que, al no ser un acuerdo oficial entre naciones, podría haber provocado un conflicto diplomático.
En 1963, el partido liderado por Pfeiffer consigue atraer cerca de diez mil miembros.Ese mismo año el gobierno, bajo la presión de las autoridades judías, ordenan la disolución del grupo.
En abril de 1965 la corte Suprema dictó sentencia a Pfeiffer por los atentados de 1958 a tres años de cárcel. Asume en su lugar (provisionalmente) René Rodríguez, director de Cruz Gamada. Hacia 1967, Pfeiffer sale de la cárcel después de dos años, siendo indultado por el presidente Eduardo Frei Montalva.Aunque con su estadía en al cárcel el WUNS de Rockwell cambia su postura sobre el y empieza a centrarse en el movimiento neonazi Frente Nacional Socialista Argentino, para que este tenga el liderazgo de la WUNS en América Latina.
El PNSO tenía su sede central en el segundo piso de un edificio antiguo en la calle San Antonio N.º 468 de la capital. Uno de sus miembros vivía ahí con su familia y tenía una habitación llena de fotos de Hitler y una gran bandera nazi. En julio de 1967, el edificio sufrió un incendio que se extendió a las demás edificaciones de la cuadra. Se comprobó que el incendio fue intencional, pero no se identificó a los responsables. En 1969, Pfeiffer anunció su candidatura presidencial, la cual se vio frustrada por pugnas internas, lo que resultó en su expulsión, aunque esta medida finalmente no se llevó a cabo.

### Años posteriores

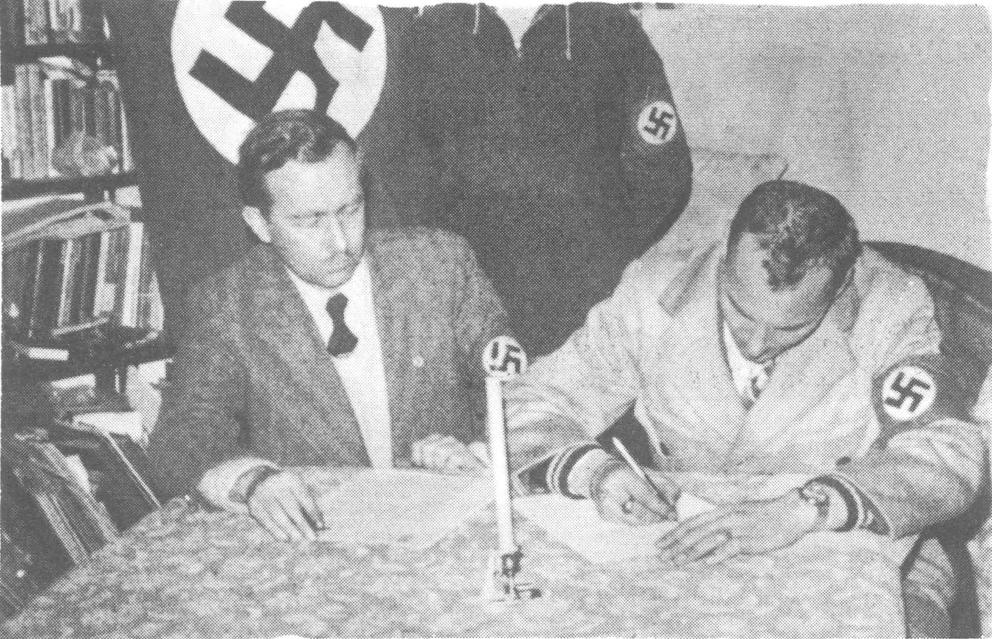
Franz Pfeiffer junto con Nicanor Dorrego firmando una alianza entre ambos partidos.

Durante el gobierno de Salvador Allende, Franz Pfeiffer fue arrestado y enviado a prisión por un par de meses. En prisión, escribió para la revista de escasa circulación Audacia. Tras el Golpe de Estado de 1973, inicialmente apoyó el nuevo régimen, llegando a repartir folletos a su favor. Sin embargo, posteriormente comenzó a criticarlo en su revista El Telex, que mantuvo en circulación clandestina.
En 1975, Franz Pfeiffer fue designado como coordinador ideológico de la Alianza Mundial de Nacional Revolucionarios. En septiembre del año siguiente, viajó a Argentina como "comandante" del PNSO, donde firmó un acuerdo con su símil argentino, fomentando las visitas de miembros del partido entre los dos países. En 1978, Pfeiffer publicó Los neonazis en Sudamérica, editado por White Power Publications, de la WUNS en Estados Unidos.
Fue vinculado el jefe del PNSO por el senado de los Estados Unidos con Colonia Dignidad y la Operación Cóndor, señalando que éste habría liderado principalmente actividades de camaradería, relacionadas con fechas importantes para el nacionalsocialismo. Hecho desmentido por el académico Carlos Basso, puesto que el informe comete el error de indicar a Franz Pfeiffer Richter como un "veterano de las SS que dirigía el recinto", cosa imposible, puesto que Pfeiffer sólo tenía 8 años cuando la Segunda Guerra Mundial terminó, y sus padres eran chileno-alemanes provenientes de Temuco y Valdivia. Igualmente Pfeiffer había desmentido estos cargos a United Press International calificando el informe como "un absurdo que revela la total desinformación [de la situación en Chile]", también afirmó que nunca había estado ahí y que estas acusaciones hechas por el senado estadounidense eran para desprestigiarlo.
En la década de 1980 ingresa al partido el doctor Hugo Lara, que se convertiría en jefe del PNSO (de facto). Para 1983, Pfeiffer intentó refundar el partido a raíz de una ola de protestas en contra de la dictadura militar de Augusto Pinochet, sin éxito. En 1986 fundaría la "Sociedad científico Filosófica Interamericana" como organización de fachada del PNSO para evitar posibles conflictos con la dictadura militar y que sería dirigido por Hugo Lara.
Debido a la prohibición que hacía la dictadura militar respecto de la difusión de ideologías totalitarias y como resultado de un panfleto que falsificó los nombres de los partidarios y en el que se solicitó una "reorganización del Partido Nacional Socialista Obrero de Chile", el exlíder Franz Pfeiffer fue puesto bajo detención preventiva en enero de 1984. Según la versión dada por Pfeiffer, varios simpatizantes nacionalsocialistas que reconocieron su liderazgo, durante un congreso de la Juventud Nazi de Chile en la ciudad de Concepción entre el 26 y el 30 de diciembre de 1983, emitieron un comunicado conjunto pidiendo la reorganización del PNSO. Pfeiffer tenía la intención de aprovechar el congreso de los jóvenes nazis y capitalizar el momento de confusión política que existía después de las primeras protestas contra la dictadura militar desde su establecimiento diez años antes.
Sin embargo, ya por esos años Franz Pfeiffer comienza un periodo de alejamiento con su militancia y de participación publica en actividades. Ahí aparece la figura del escritor Miguel Serrano y Eugenio Lutz. En el año 1987, después de la muerte de Rudolf Hess, y debido a sus propios problemas de salud, la figura de Pfeiffer es reemplazada por la de Miguel Serrano.
Fallece en octubre de 1997 en el Hospital del Salvador, a los 60 años.

## Libros
- Pfeiffer, F. (1978). Los Neonazis en Sudamérica. EUA: WUNS.
- Pfeiffer, F. (1985). Memoria de 30 años.